# Richard Gunn
Richard Kenneth Gunn (Londres, 16 de febrer de 1871 - Londres, 23 de juny de 1961) va ser un boxejador anglès que va competir a cavall del segle xix i primers del segle xx.
El 1908 va prendre part en els Jocs Olímpics de Londres, on guanyà la medalla d'or de la categoria del pes ploma, en imposar-se a la final a Charles Morris. Amb 37 anys i 254 dies continua sent el vencedor d'un or olímpic més gran en la història de la boxa als Jocs Olímpics.
Gunn començà a boxejar el 1893. Entre 1894 i 1896 guanyà el campionat britànic amateur. Tenia tanta superioritat respecte als seus rivals, que les autoritats li van demanar que es retirés després de guanyar el tercer títol consecutiu de l'Amateur Boxing Association (ABA). Gunn ho va fer, però tornà el 1908, després d'haver treballat al consell de l'ABA durant més de deu anys, per guanyar l'or olímpic, abans de penjar els guants per sempre.